# Dendronotus albus
Dendronotus albus är en snäckart som beskrevs av Frank Mace MacFarland 1966. Dendronotus albus ingår i släktet Dendronotus och familjen trädryggsniglar. Inga underarter finns listade i Catalogue of Life.

## Bildgalleri

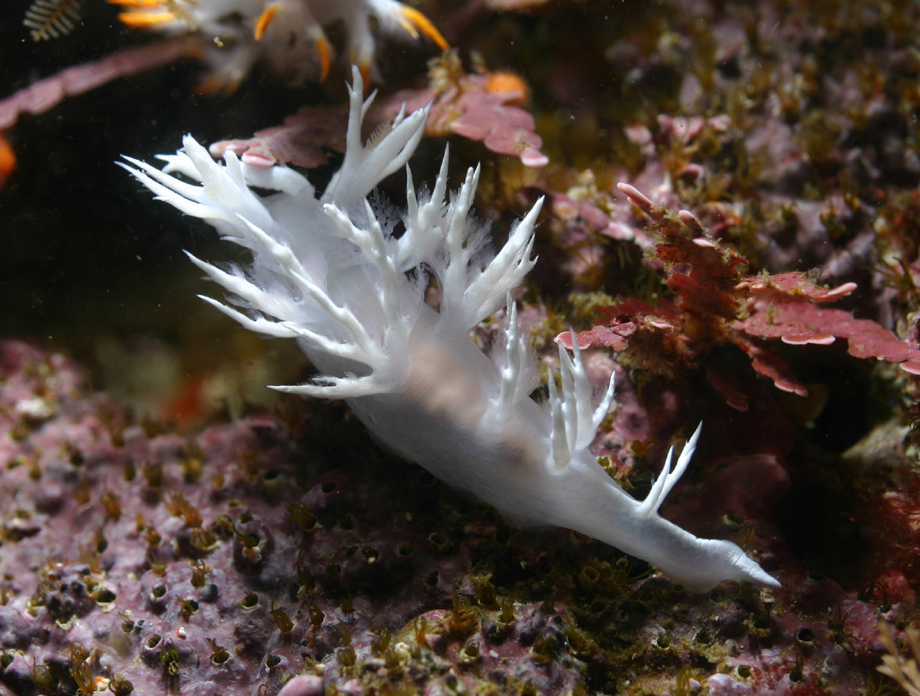